# Роґайни (Ґолдапський повіт)
Роґайни (пол. Rogajny, нім. Rogainen, лит. Rogainiai) — село в Польщі, у гміні Дубенінки Ґолдапського повіту Вармінсько-Мазурського воєводства.
Населення — 195 осіб (2011).

## Демографія
Демографічна структура станом на 31 березня 2011 року:
|          | Загалом | Допрацездатний вік | Працездатний вік | Постпрацездатний вік |
| -------- | ------- | ------------------ | ---------------- | -------------------- |
| Чоловіки | 91      | 23                 | 61               | 7                    |
| Жінки    | 104     | 33                 | 56               | 15                   |
| Разом    | 195     | 56                 | 117              | 22                   |